# 横浜丸魚
横浜丸魚株式会社（よこはままるうお、英: Yokohama maruuo Co.,Ltd.）は神奈川県横浜市神奈川区に本社を置き、水産物の卸売および加工を行う企業。ジャスダックに上場している。事業構成は卸売部門が8割、販売部門が2割を占めている。

## 主な事業
- 横浜市中央卸売市場（本場）、川崎市中央卸売市場北部市場にて、鮮魚や水産加工品、冷凍物などの卸売・販売業務を行う。
- グループ会社株式会社ハンスイは、水産物販売事業の中核にあり、居酒屋商材、回転ずしの寿司種を得意としている。

## 事業所・関連会社
- 本社 - 〒221-0054 神奈川県横浜市神奈川区山内町1番地
  - 川崎北部支社 - 〒216-0012 神奈川県川崎市宮前区水沢一丁目1番1号（川崎市中央卸売市場北部市場での卸売業務を行う）
- 館山丸魚株式会社 - 〒294-0051 千葉県館山市正木636-15（南房総地区の小売店や宿泊施設への水産物の販売を行う）
- 株式会社ハンスイ - 〒246-0001 神奈川県横浜市瀬谷区卸本町9308-18（外食産業向けに食材の販売を行う）
- 株式会社横浜魚市場運送 - 〒221-0054 横浜市神奈川区山内町1番地（水産物等の運送業務を行う）
- 川崎丸魚株式会社 - 〒212-0016 神奈川県川崎市幸区南幸町三丁目126番1号（川崎市地方卸売市場南部市場での卸売業務を行う）

## 沿革
- 1947年10月30日 - 横浜魚市場荷受株式会社設立
- 1948年 - 商号を横浜丸魚株式会社に変更
- 1963年6月12日 - 株式を店頭登録（現ジャスダック）
- 1973年 - 南部支社開設
- 2015年
  - 3月31日 - 南部市場が中央卸売市場として廃止に伴い南部支社廃止
  - 4月1日 - 川崎丸魚株式会社吸収合併、合併に伴い川崎北部支社と川崎南部支所と名称変更
- 2018年4月1日 - 川崎地方卸売市場南部市場内の卸売会社として川崎丸魚株式会社を再設立[2]。